# Glennis Grace
Glennis Grace (født 19. juni 1978 i Amsterdam) er en hollandsk sangerinde. Hun deltog i Eurovision Song Contest 2005 med sangen My Impossible Dream, men gik ikke videre fra semifinalen. Hun blev kendt i Holland efter at have deltaget i et talent-show hvor hun imiterede Whitney Houston.